# Флёрдоранж

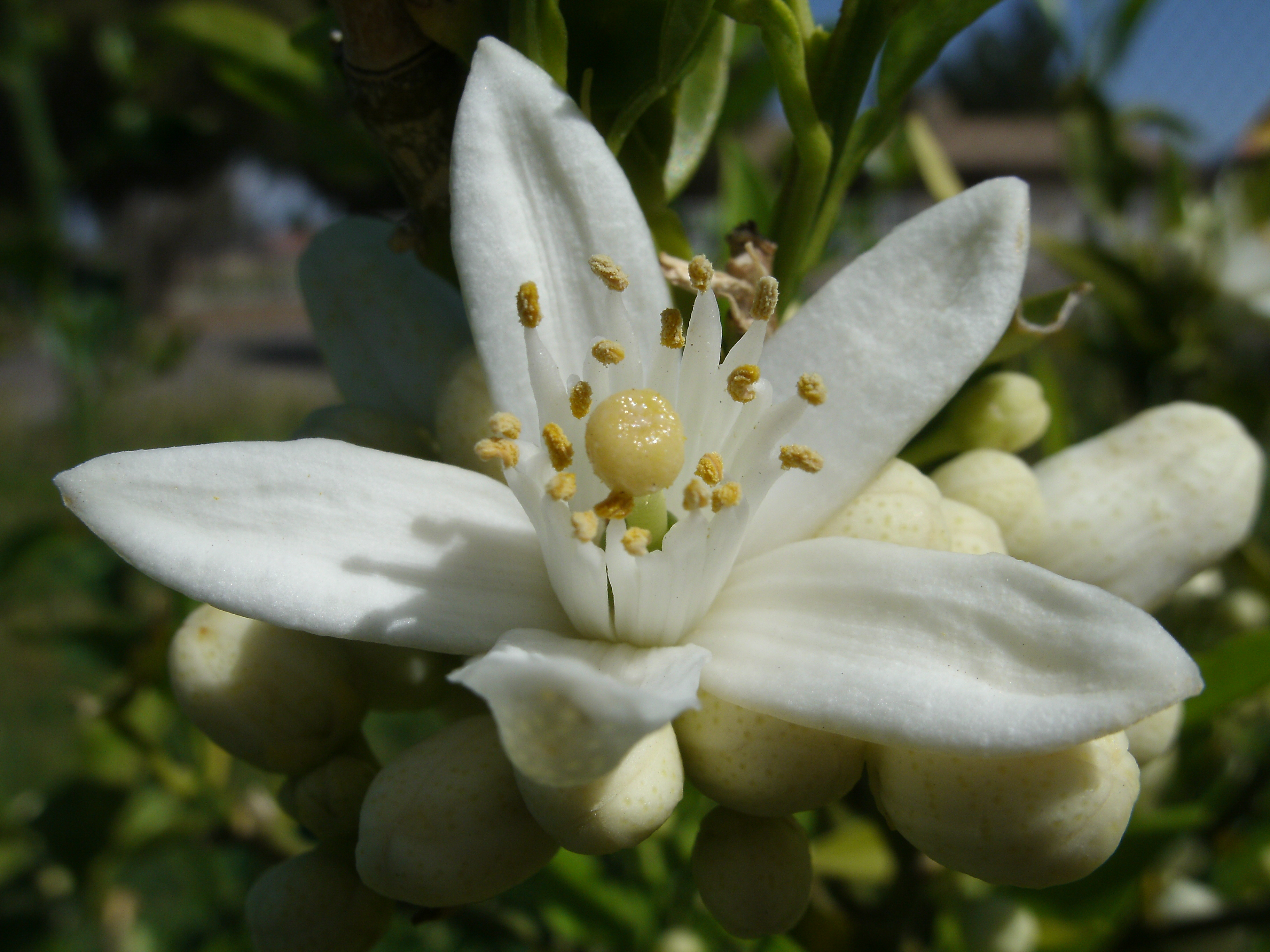
Натуральный цветок

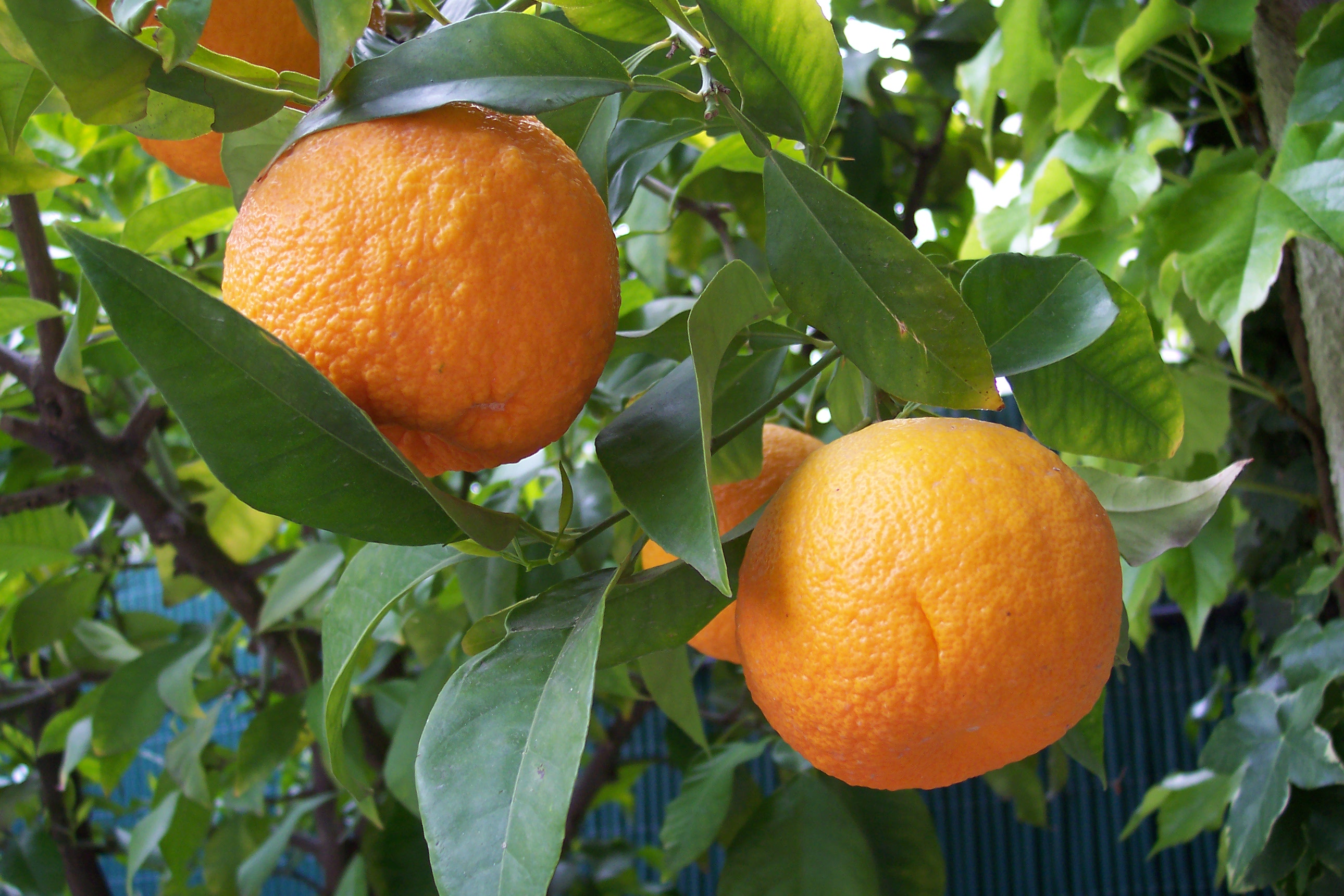
Померанец.

Флёрдора́нж, флёр д’оранж (фр. fleur d’orange — «цветок апельсина») — белоснежные цветки померанцевого дерева (семейства Цитрусовые). Выражение заимствовано в русский язык из французского.
Померанцевый цветок — традиционная часть свадебного убора невесты, например, в виде венка или же свадебного букета. Предположительно, первыми в этом качестве флёрдоранж начали использовать сарацины. Символ девичьей невинности. Для украшения невесты могут употребляться и искусственные цветы (в XIX веке, например, атласные).
В старину этим словом обозначался и настой, напиток из этих цветков — померанцевая вода. Например, у А. Куприна в рассказе «Пунцовая кровь» в испанском антураже возникает «чашка чая с флёрдоранжем». Смесь флёрдоранжевой воды с миндальным молоком называется оршад.
Цветки цитрусовых из-за своего запаха с давних пор употребляются в различных парфюмерных продуктах:
- fr:Essence de fleur d'oranger
- fr:Muscat fleur d'oranger